# Municipio de Grant (condado de Lincoln, Dakota del Sur)
El municipio de Grant (en inglés: Grant Township) es un municipio ubicado en el condado de Lincoln en el estado estadounidense de Dakota del Sur. En el año 2010 tenía una población de 354 habitantes y una densidad poblacional de 3,85 personas por km².

## Geografía
El municipio de Grant se encuentra ubicado en las coordenadas 43°18′4″N 96°51′55″O / 43.30111, -96.86528. Según la Oficina del Censo de los Estados Unidos, el municipio tiene una superficie total de 92.05 km², de la cual 92,05 km² corresponden a tierra firme y (0 %) 0 km² es agua.

## Demografía
Según el censo de 2010, había 354 personas residiendo en el municipio de Grant. La densidad de población era de 3,85 hab./km². De los 354 habitantes, el municipio de Grant estaba compuesto por el 98,02 % blancos, el 1,13 % eran afroamericanos, el 0,28 % eran isleños del Pacífico y el 0,56 % eran de una mezcla de razas. Del total de la población el 0,56 % eran hispanos o latinos de cualquier raza.